# Râul Tanana
Tanana (în engleză Tanana River) este un râu cu lungimea de 1.060 km, situat în Alaska, care se varsă la Tanana în fluviul Yukon. Tanana înseamnă în limba indienilor athapask „râu de munte”. Tanana izvorăște din munții Wrangell din sudul Alaskăi. El curge la început spre nord-est, schimbându-și ulterior direcția spre nord-vest, traversează rezervația Tetlin National Wildlife Refuge. De aici curge paralel cu Alaska Highway. În centrul regiunii Alaska formează un ținut mlăștinos care este cunoscut sub denumirea de Tanana Valley, unde se află orașul Fairbanks; în această regiune primește apele afluenților Nenana River și Kantishna River.

## Afluenți
| - Chisana River - Nabesna River - Kalutna River - Tok River - Robertson River - Johnson River - Little Gerstle River - Healy River - Volkmar River - Gerstle River | - Clearwater Creek - Goodpaster River - Delta River - Delta Creek - Little Delta River - Salcha River - Little Salcha River - Chena River - North Fork - South Fork | - Wood River - Tatlanika River - Nenana River - Teklanika River - Seventeen Mile Slough - Tolovana River - Kantishna River - Zitziana River - Cosna River - Chitanana River |